# آتسوهیرو ایوای
آتسوهیرو ایوای (انگلیسی: Atsuhiro Iwai؛ زادهٔ ۳۱ ژانویهٔ ۱۹۶۷) بازیکن فوتبال اهل ژاپن است.
از باشگاه‌هایی که در آن بازی کرده‌است می‌توان به باشگاه فوتبال آویسپا فوکوئوکا اشاره کرد.